# 발칸두더지쥐
발칸두더지쥐(Spalax graecus)는 소경쥐과에 속하는 설치류의 일종이다. 루마니아와 몰도바 그리고 우크라이나에서 발견된다.

## 특징
대형 소경두더지쥐로 몸길이는 19~31cm이고 몸무게는 200~450g이다. 털은 다양한 회색을 띤다. 머리 뒷쪽은 희다.

## 생태
해질녘과 밤에 활동적이고, 굴을 거의 떠나지 않는다. 직경 8~10cm의 굴을 복잡한 형태로 판다. 초식동물로 먹이는 땅 아래의 식물과 뿌리줄기 등이다. 개체 밀도가 높고 농작물을 해를 주는 해충이다.

## 분포 및 서식지
루마니아의 일부 지역(수체아바주와 크라이오바, 트란실바니아, 도나우강 하류 분지)와 우크라이나 남동부(체르니우치주), 몰도바에서만 발견된다. 분포 지역은 상당히 파편화되어 있다. 우크라이나에서는 약 20~40년 동안 거의 발견되지 않고 있기 때문에 멸종 위협을 받고 있다. 초원과 스텝 지대, 작은 감자와 비트 밭과 같은 농경지, 도로가 등에서 서식한다. 개체 밀도는 대체로 낮은 편으로 헥타르 당 1~3마리로 헥타르 당 최대 23마리가 발견된다.